# Mrakia curviuscula
Mrakia curviuscula är en svampart som beskrevs av Babeva, Lisichk., Reshetova & Danilev. 2002. Mrakia curviuscula ingår i släktet Mrakia och familjen Cyfstofilobasidiaceae.   Inga underarter finns listade i Catalogue of Life.